# In the Fishtank
In the Fishtank est une série d'enregistrements du label discographique néerlandais Konkurrent (nl). Pour chacun d'entre eux, le label a invité un ou plusieurs groupes en studio pour deux journées d'enregistrement. Ces enregistrements qui en résultent sont par la suite diffusés en CD.

## Discographie
| Année | Titre                   | Artiste(s)                                   |
| ----- | ----------------------- | -------------------------------------------- |
| 1996  | In the Fishtank 1 (en)  | Nomeansno                                    |
| 1997  | In the Fishtank 2       | Guv'ner (en)                                 |
| 1998  | In the Fishtank 3       | Tassilli Players                             |
| 1998  | In the Fishtank 4       | Snuff                                        |
| 1999  | In the Fishtank 5 (en)  | Tortoise & The Ex,                           |
| 1999  | In the Fishtank 6 (en)  | June of 44 (en)                              |
| 2001  | In the Fishtank 7 (en)  | Low & Dirty Three                            |
| 2002  | In the Fishtank 8       | Willard Grant Conspiracy & Telefunk          |
| 2002  | In the Fishtank 9 (en)  | Sonic Youth, Instant Composers Pool & The Ex |
| 2002  | In the Fishtank 10 (en) | Motorpsycho & Jaga Jazzist                   |
| 2004  | In the Fishtank 11 (en) | Black Heart Procession & Solbakken           |
| 2005  | In the Fishtank 12 (en) | Karate (en)                                  |
| 2005  | In the Fishtank 13 (en) | Solex (en) and M.A.E.                        |
| 2006  | In the Fishtank 14 (en) | Isis & Aereogramme                           |
| 2009  | In the Fishtank 15 (en) | Sparklehorse and Fennesz                     |